# Козырева, Яна Александровна
Козырева Яна Александровна(род. 5 ноября 2001) - российская самбистка, мастер спорта России. В 2023 г. окончила Смоленский государственный университет, по направлению "Прикладная информатика в логистике" и в этот же год поступила на магистратуру в МИЭТ , направление "Программная инженерия". Тренируется в московском клубе Самбо-70 под руководством тренеров Фунтикова П. В., Павлова Д.А.

## Спортивные результаты (самбо)
- Чемпионат России по пляжному самбо 2025 — ;
- Кубок Мира по боевому самбо 2025 года Ереван — ;
- Чемпионат России по боевому самбо 2025 года — ;
- Первенство России U24 2024 года — ;
- МТ «Кубок основоположникам самбо» 2024 года — ;
- МТ «Мемориал Бурдикова» 2024 — ;
- Чемпионат России по пляжному самбо 2024 — ;
- Кубок России 2022 — ;
- Чемпионат России среди студентов 2023 года — ;
- Чемпионат России среди студентов 2022 года — ;
- Чемпионат России среди студентов 2021 года — ;